# Бурак Петро Юхимович

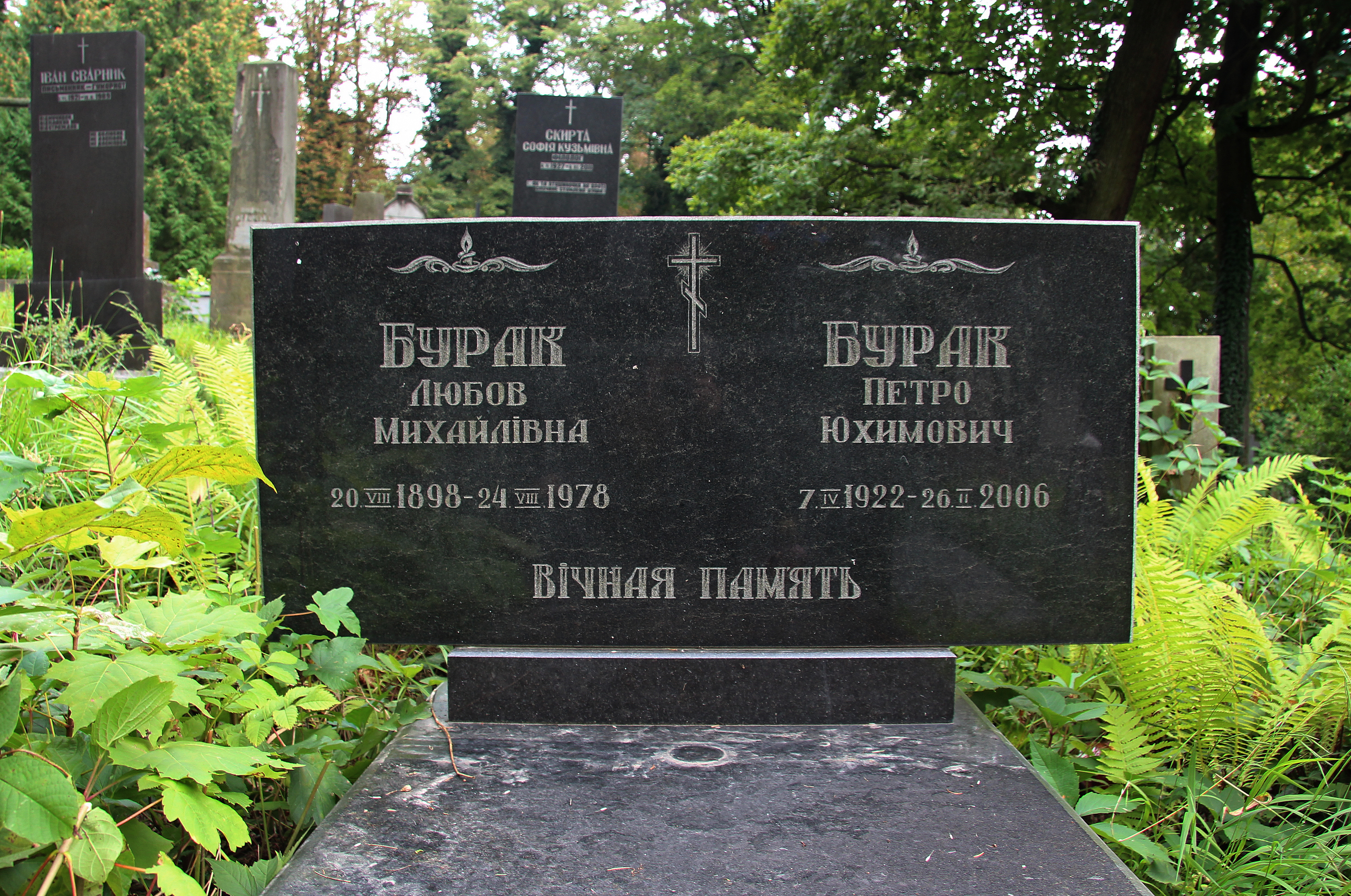

Петро́ Юхи́мович Бура́к (7 квітня 1922, село Борки, Чернігівський повіт, Чернігівська губернія — 26 лютого 2006) — український радянський партійний діяч, педагог. Кандидат історичних наук (1970). Ректор Львівського державного інституту фізичної культури (1974—1979).
1940 року закінчив середню школу в Чернігові, навчався в Тихоокеанському воєнно-морському училищі. Учасник Другої світової війни. Нагороджений орденом «Вітчизняної війни І ступеня», трьома орденами «Знак Пошани», шістьма медалями.
Закінчив Львівський державний університет імені Івана Франка (історичний факультет, 1952). Кандидат історичних наук (1970), доцент (1973). З 1952 до 1970 року працював на партійній роботі, зокрема на посаді першого секретаря Ленінського райкому КПУ міста Львова (1960—1970). 1974 року наказом Комітету з фізичної культури та спорту при Раді Міністрів СРСР призначений на посаду ректора Львівського державного інституту фізичної культури, водночас за вимогою керівних партійних органів обіймав посаду завідувача кафедри історії КПРС та політекономії. 1979 року постановою Колегії комітету з фізичної культури та спорту при Раді Міністрів СРСР звільнений з посади ректора Львівського державного інституту фізичної культури. Працював на посаді завідувача кафедри.
1982 року обраний на посаду доцента кафедри КПРС Львівського державного університету імені Івана Франка.
Помер 26 лютого 2006 року. Похований на Личаківському кладовищі (поле № 22).